# Форкія
Форкія (італ. Forchia) — муніципалітет в Італії, у регіоні Кампанія, провінція Беневенто.
Форкія розташована на відстані близько 200 км на південний схід від Рима, 33 км на північний схід від Неаполя, 24 км на південний захід від Беневенто.
Населення — 1246 осіб (2014).
Щорічний фестиваль відбувається 6 грудня. Покровитель — святий Миколай di Mira.

## Демографія
Населення за роками:

Станом на 1 січня 2023 року в муніципалітеті офіційно проживало 13 іноземців з 5 країн, серед них 7 громадян країн Євросоюзу.

## Сусідні муніципалітети
- Аїрола
- Арієнцо
- Арпая
- Мояно
- Роккараїнола